# Rallye des 1000 lacs 1987
Le Rallye des 1000 lacs 1987 (37 Jyväskylän Suurajot), disputé du 27 au 30 août 1987, est la cent-soixantième-dixième manche du championnat du monde des rallyes (WRC) courue depuis 1973, et la dixième manche du Championnat du monde des rallyes 1987.

## Classement général
| Pos | No | Pilote             | Copilote           | Voiture                 | Temps           | Écart         | Groupe |
| --- | -- | ------------------ | ------------------ | ----------------------- | --------------- | ------------- | ------ |
| 1   | 4  | Markku Alén        | Ilkka Kivimäki     | Lancia Delta HF 4WD     | 5 h 12 min 22 s |               | A      |
| 2   | 6  | Ari Vatanen        | Terry Harryman     | Ford Sierra RS Cosworth | 5 h 17 min 54 s | + 5 min 32 s  | A      |
| 3   | 3  | Stig Blomqvist     | Bruno Berglund     | Ford Sierra RS Cosworth | 5 h 18 min 51 s | + 6 min 29 s  | A      |
| 4   | 8  | Per Eklund         | Dave Whittock      | Audi Coupé Quattro      | 5 h 21 min 00 s | + 8 min 38 s  | A      |
| 5   | 2  | Juha Kankkunen     | Juha Piironen      | Lancia Delta HF 4WD     | 5 h 21 min 34 s | + 9 min 12 s  | A      |
| 6   | 22 | Thorbjörn Edling   | Hans Andersson     | Mazda 323 4WD           | 5 h 23 min 47 s | + 11 min 25 s | A      |
| 7   | 13 | Sebastian Lindholm | Staffan Pettersson | Audi Coupé Quattro      | 5 h 26 min 45 s | + 14 min 23 s | A      |
| 8   | 20 | Tomi Palmqvist     | Arto Juselius      | Audi Coupé Quattro      | 5 h 28 min 28 s | + 16 min 06 s | A      |
| 9   | 12 | Erik Johansson     | Johnny Johansson   | Audi Coupé Quattro      | 5 h 30 min 47 s | + 18 min 25 s | A      |
| 10  | 11 | Timo Heinonen      | Tapio Eirtovaara   | Audi Coupé Quattro      | 5 h 41 min 07 s | + 28 min 45 s | A      |